# ادیب پیشاوری
سید احمد ادیب پیشاوری (احمدبن سیدشهاب‌الدین موسوم به سیدشاه‌بابا، فرزند سیدعبدالرزاق رضوی) (۱۲۶۰ ه‍.ق / ۱۲۲۳ ه‍.ش در پیشاور – ۳ صفر ۱۳۴۹ ه‍.ق / ۹ تیر ۱۳۰۹ ه‍.ش در تهران) ادیب و شاعر ایرانی و از پیروان طریقت صوفیه سهروردیه بود. پیشاوری از مهم‌ترین اندیشمندان ایرانی طرفدار آلمان در دوران جنگ جهانی اول بود که مثنوی بلندی با نام قیصرنامه را در ۱۴ هزار بیت در ستایش از حکومت رایش و ویلهلم پادشاه آلمان سرود.

## دوران نوجوانی و دانش‌آموزی
ادیب پیشاوری در سال ۱۲۶۰ هجری قمری برابر با ۱۲۲۳ هجری خورشیدی در پیشاور (پاکستان کنونی و هند آن دوران) چشم به جهان گشود و چون به سن تعلم رسید، پدرش او را به دبستان سپرد تا خواندن و نوشتن آموزد. چنان‌که خود در دیوان «قیصرنامه» اشاره کرده است:
| به هنگام خردیم، فرخ‌پدر          |  | که بادش روان شاد، مینوی در |
| به یک پرهنر پارسایم سپرد        |  | چو مه گشت نو، ماهیانه شمرد |
| که تا جان به دانش برافروزدم     |  | ز هرگونه دانش بیاموزدم     |
| ز خورشید دانش چو پرتو گرفت      |  | هیولای جان، صورت نو گرفت   |
| چنان چون‌که تن، زنده گردد به جان |  | به دانش فروزند جان و روان  |
| پس آموزگارت مسیحای توست         |  | دَم پاکش افسون احیای توست   |

ادیب در زادگاه خود مقدمات را آموخت و چون در سرحدات غربی هند بین اهالی و قوای انگلیس جنگ درگرفت، پدر و دیگر خویشاوندانش کشته شدند. ادیب، مادر سالخورده را وداع گفت و رهسپار کابل شد. وی در کابل نزد ملامحمد آل‌ناصر به کسب علوم پرداخت و پس از دو سال راهی غزنین شد و در جوار آرامگاه سنایی و محمود غزنوی در محلی به نام «باغ فیروزه» اقامت گزید. در آن‌جا نیز به کسب علوم همت گماشت و از محضر ملاسعدالدین بهرمند شد. ادیب پس از دو سال و نیم غزنین را به مقصد هرات ترک گفت و در آن‌جا به مدت چهارده‌ماه بماند و سپس راهی تربت جام شد و در ۲۲ سالگی به مشهد رفت. ادیب در مشهد نزد فضلای آن دوره به تحصیل مشغول شد. او علم حکمت و ریاضی را از میرزاعبدالرحمن و فلسفه و «علوم عقلیه» را از ملاغلامحسین شیخ‌الاسلام فراگرفت و به آموختن ادبیات همت گماشت. ادیب به‌واسطهٔ ذوق فطری و نیروی حافظه در این فن به مهارت رسید.

## اقامت در سبزوار
ادیب پیشاوری در سال ۱۲۸۷ هجری قمری (۱۲۴۹ خورشیدی) در سبزوار اقامت گزید و به حلقهٔ درس ملاهادی سبزواری درآمد و دو سال آخر عمر این حکیم را درک کرد. ادیب پس از مرگ ملاهادی سبزواری، در محضر فرزندش ملامحمد و همچنین از محضر ملااسماعیل بهره یافت و پس از چندی به مشهد بازگشت و در مدرسه میرزاجعفر سکونت گزید. ادیب در این دوره از دانشمندان و فضلای زمان خود محسوب می‌شد و به نام «ادیب هندی» اشتهار یافت.

## اقامت در تهران
ادیب پیشاوری در سال ۱۳۰۰ ه‍.ق (۱۲۶۱ خورشیدی) رخت اقامت به تهران افکند و تا پایان زندگی در آن‌جا به‌سر برد. ادیب، قریب نودسال عمر خود را وقف تحصیل دانش و فضیلت نمود و تمام عمر را به تزکیه نفس پرداخت. وی از علایق خانوادگی آزاد بود و از مال دنیا جز چند جلد کتاب که پاره‌ای از آن‌ها را نیز به خط خود نسخه‌برداری کرده بود، چیز دیگری نداشت.

## آثار و رسالات
ادیب، سال‌های پایان عمر را صرف تحقیق و مراجعه به آثار خاقانی، ناصرخسرو، سنایی و به ویژه مثنوی مولوی می‌کرد، لذا آثار زیادی از وی به جای نمانده است. از حواشی و تعلیقاتی که بر ابوالفضل بیهقی نگاشته است می‌توان به احاطه بسیط او بر تاریخ و لغت پی‌برد. دیوان ادیب پیشاوری مشتمل بر چهارهزار و دویست بیت فارسی و سیصد و هفتاد بیت عربی در سال ۱۳۱۲ ه‍.ق (۱۲۷۳ خورشیدی) منتشر شد.
دو رسالهٔ دیگر، یکی در بیان «قضایای بدیهییات اولیه» و دیگری در تصحیح دیوان ناصرخسرو از وی به جای مانده است. قیصرنامه ادیب پیشاوری که در بحر متقارب و دربارهٔ جنگ جهانی اول سروده شده، شامل چهارده‌هزار بیت است. ادیب در پایان زندگی به ترجمهٔ اشارات ابن سینا به زبان فارسی همت گماشت که عمرش به اتمام آن وفا نکرد. ادیب نسبت به ایران و زبان و ادبیات فارسی علاقه‌مند بود و تقریبأ هیچ‌کدام از آثارش خالی از چاشنی میهن‌دوستی و ترویج استقلال و آزادگی نیست.

## شاگردان
ادیب اگر چه همواره درس دائمی نداشت ولی می‌توان علی عبدالرسولی را از شاگردان و اصحاب خاص وی نام برد. چنان‌که افرادی چون فروزانفر، محمد تقی بهار و … از مبانی ادبیاتی و تاریخی وی استفاده می‌بردند.

## نمونه شعر
| خرد، چیره بر آرزو داشتم    |  | جهان را به کم‌مایه بگذاشتم    |
| سپردم چو فرزند مریم، جهان  |  | نه شامم مهیا و نه چاشتم      |
| تن‌آسایی آرد روان را گزند   |  | گزند روان خوار بگذاشتم       |
| زمانه بکاهد تن و، بنده نیز |  | بر آیین او هوش بگماشتم       |
| چو تخم اَمل، بار رنج آورد   |  | نه ورزیدم این تخم و نه کاشتم |
| زدودم ز دل نقش هر دفتری    |  | ستردم همه آنچه بنگاشتم       |

ادیب پیشاوری دربارهٔ گرامی‌داشت خاک میهن گوید:
| همین خاک کت ناف آن جا زدند  |  | تن و جانت را توشه ز آن‌جا چدند |
| ترا دایه و مهربان‌مادر است   |  | خورش‌خانه توست و خوالیگر است   |
| نگه کن که پستان این مام پیر |  | چه‌مایه به کامت بیالود شیر     |

## پایان زندگی
ادیب پیشاوری در سوم صفر ۱۳۴۹ هجری قمری (۹ تیر ۱۳۰۹ خورشیدی) پس از یک سکتهٔ ناقص که منجر به فلج او شد، در تهران درگذشت. جسد وی در «امامزاده عبدالله» (شاه‌عبدالعظیم) به خاک سپرده شد.
بنابر نوشته محمدابراهیم باستانی پاریزی در صفحه ۲۱۹ کتاب از پاریز تا پاریس، ادیب پیشاوری که از قید تعلقاتی چون خانه و همسر و فرزند آزاد بود، در واپسین ایام عمر در منزل بهاءالملک قره‌گوزلو واقع در تهران-چهارراه کنت به سر برده و در روز دوشنبه نهم تیرماه سال ۱۳۰۹ شمسی در همان خانه وفات می‌یابد. این خانه هم‌اکنون محل دفتر مرکزی شرکت سهامی سیمان تهران در حوالی خیابان فردوسی، خیابان ارباب جمشید شمالی (شهید انوشیروانی) می‌باشد.
| یکی گل در این نغزگلزار نیست |  | که چیننده را ز آن دوصد خار نیست |
| منه دل بر آوای نرم جهان     |  | جهان را چو گفتار، کردار نیست    |
| مشو غره بر عهد و زنهار وی   |  | که نزدیک وی عهد و زنهار نیست    |
| گهی قیرگون، گه چو روشن‌چراغ  |  | جز این دو، جهان را دگر کار نیست |
| دراز است طومار گردون ولیک   |  | نگارِش بجز درد و تیمار نیست      |
| قلم‌زن نزد خامه در آشتی      |  | طرازش بجز جنگ و پیکار نیست      |
| در این شهره‌بازار پرمشتری    |  | متاع مرا کس خریدار نیست         |